# Spoofing
Spoofing (englisch für Manipulation, Verschleierung oder Vortäuschung) nennt man in der Informationstechnik verschiedene Täuschungsmethoden in Computernetzwerken zur Verschleierung der eigenen Identität. Personen werden in diesem Zusammenhang auch gelegentlich als „Spoofer“ bezeichnet.
Früher stand Spoofing ausschließlich für den Versuch des Angreifers, IP-Pakete so zu fälschen, dass sie die Absenderadresse eines anderen (manchmal vertrauenswürdigen) Hosts trugen. Später wurde diese Methode jedoch auch auf andere Datenpakete angewendet. Heutzutage umfasst Spoofing alle Methoden, mit denen sich Authentifizierungs- und Identifikationsverfahren untergraben lassen, die auf der Verwendung vertrauenswürdiger Adressen oder Hostnamen in Netzwerkprotokollen beruhen.
Seit 2006 wird Spoofing vermehrt bei Webanwendungen angewandt –, hier spricht man vom Phishing. Die neueren Aktivitäten mit illegalem Hintergrund umfassen vor allem Spoofing per Telefon, genannt Call ID Spoofing. Begriffe wie Content-Spoofing, Link-Spoofing, Frame-Spoofing usw. werden unter URL-Spoofing erklärt. Seit der Einführung der Top-Level-Domain .zip wird vermehrt vor Spoofing in E-Mails gewarnt, da ein einfacher Link als möglicher Dateianhang missinterpretiert werden könnte.
Verwendet wird Spoofing auch bei der Betrugsmasche des CEO Fraud.
Wie im Wall Street Journal berichtet, wird Spoofing auch an Finanzmärkten meistens von Hedgefonds und Hochfrequenzhändlern betrieben. Ein Marktakteur, der Spoofing betreibt, sendet einen oder mehrere im Verhältnis zum normalen Handelsvolumen große Verkaufs- oder Kaufaufträge, die er vor deren Ausführung blitzschnell wieder vom Markt zurückzieht. Dadurch erfolgt eine Beeinflussung der anderen Marktteilnehmer, weil diese die Preise ihrer Verkaufs- und Kaufaufträge entsprechend anpassen. Der Spoofer nutzt dann diese Marktbewegung zu seinem eigenen Vorteil und kann dann teurer verkaufen oder günstiger kaufen.
In den USA wurden erste strafrechtliche Verurteilungen wegen Spoofing 2015 bekannt.
GNSS-Spoofing beschreibt das Überschreiben der Signale von Satelliten globaler Navigationssysteme durch starke Funksender, um Navigationssysteme zeitweise funktionsunfähig zu machen oder ihnen falsche Positionsangaben vorzuspielen. Im April 2019 veröffentlichte das Center for Advanced Defense eine Studie, in der innerhalb von zwei Jahren knapp 10.000 Fälle von Störsendern der Russischen Föderation dokumentiert wurden, die die Signale des GPS-Systems und ähnlicher Systeme wie Galileo, Glonass und Beidou störten, um die Positionen von Regierungsobjekten, militärischen Anlagen und bedeutenden Persönlichkeiten zu verschleiern.